# Laulasmaa
Laulasmaa – wieś w Estonii, w prowincji Harju, w gminie Keila.

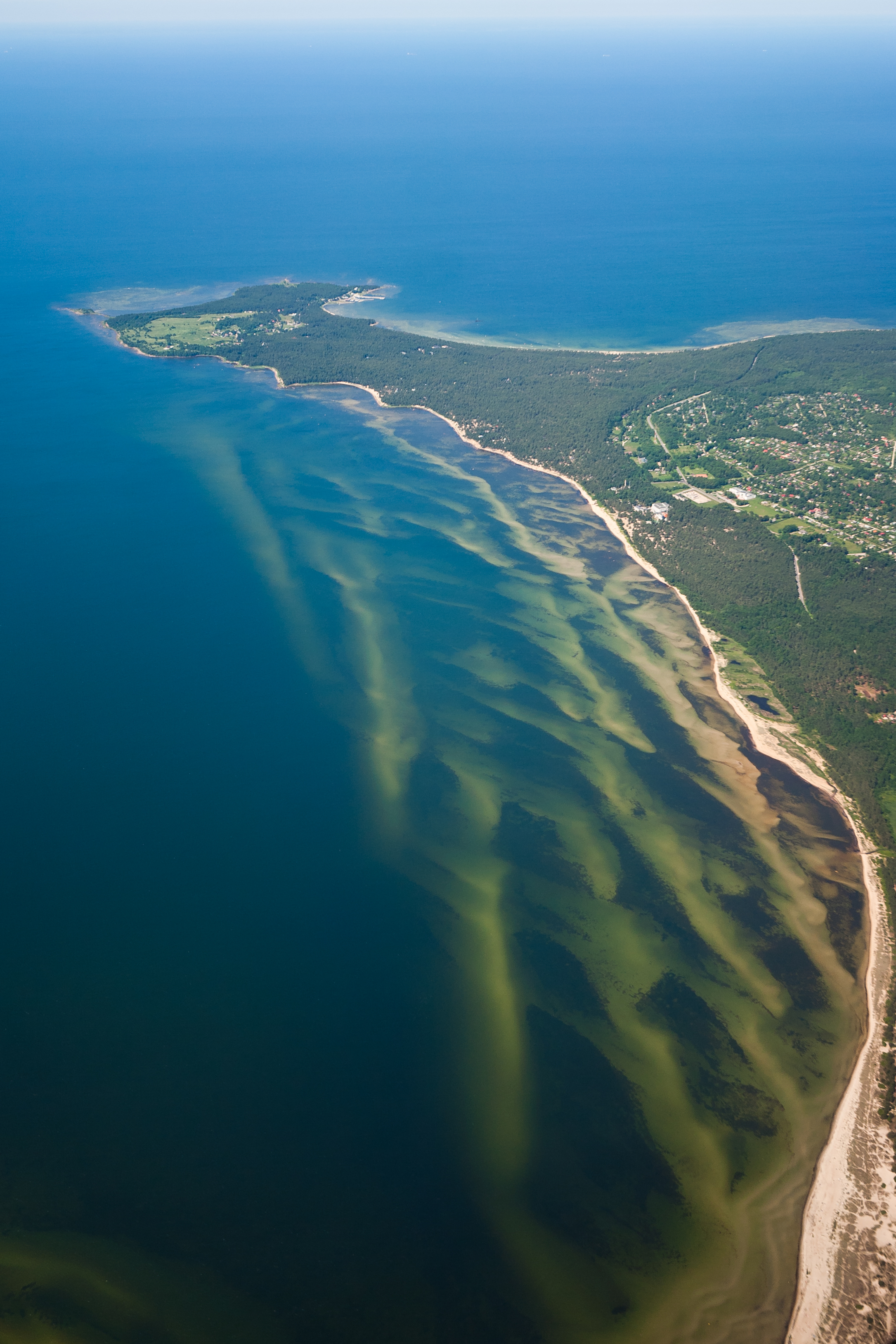
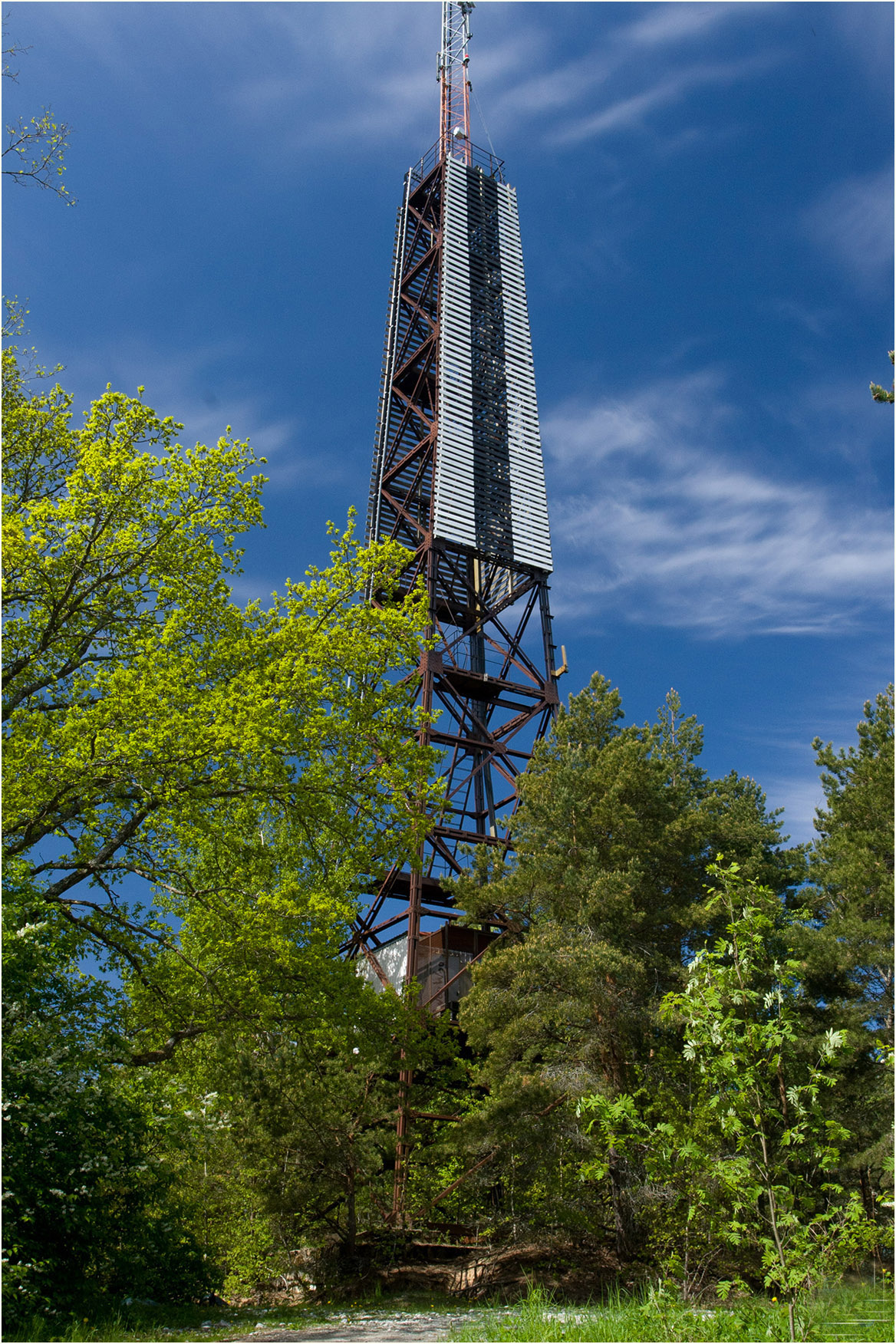